# IC 695
IC 695 ist eine Spiralgalaxie vom Hubble-Typ Sc im Sternbild Becher südlich des Himmelsäquators. Sie ist schätzungsweise 282 Millionen Lichtjahre von der Milchstraße entfernt.
Das Objekt wurde am 21. April 1892 von dem französischen Astronomen Stéphane Javelle entdeckt.